# オールドマン川
オールドマン川（オールドマンがわ、Oldman River）とは、北アメリカ大陸の北西部を流れる河川の1つである。カナディアン・ロッキーに端を発し、ボウ川との合流点よりも下流はサウスサスカチュワン川と名称が変わる。なお、英語表記の際「Oldman River」を「Old Man River」と書くと、北アメリカ大陸の南東部を流れるミシシッピ川の意味になってしまうので、混同しないよう注意が必要である。

## 概要
オールドマン川はカナダのアルバータ州の南部を流れる河川の1つである。ただし、オールドマン川の支流の中には、アメリカ合衆国のモンタナ州から流れてくる川も存在する。なお、オールドマン川の流域面積は、約2万6700km2である

。

### 流路について
オールドマン川の源流は、北緯50度06分50秒、西経114度43分14秒付近のカナディアン・ロッキーの中に存在し、ここの標高は約2100mである。ここからいくつもの支流と合流を繰り返しながら、概ね東の方向へと流れる。そして、北緯49度55分45秒、西経111度41分27秒付近の標高約701mの地点でボウ川と合流した場所がオールドマン川の終点であり、これより下流はサウスサスカチュワン川と名前を変える。なお、ここまでの流路の総延長は、約362kmである

。

### 主な支流
オールドマン川の上流から合流してくる主な支流のリストを以下に示す。つまり、オールドマン川に最初に合流してくる主な支流がリビングストーン川である。
- リビングストーン川（Livingstone River）
- クロウスネスト川（Crowsnest River）
- キャッスル川（Castle River）
- ベリ川（Belly River）
- セイント・メアリー川（St. Mary River）
- リトルボウ川（Little Bow River）

### 流域の自然

#### 地形・地質
オールドマン川とその支流のいくつかは、アルバータ州の南部の山々を浸食して、深い渓谷（V字谷）を形成している。ところで、宝石の1種であるアンモライトは、2005年現在知られている限り、地球上でこの辺りの地域でしか産出が確認されていない。この川の浸食によって地層が現れている場所は、このアンモライトの採掘者達が注目する場所の1つとなっている。

#### 生物
オールドマン川流域の植生は、高山性のツンドラ地帯、または、トウヒの古木が繁茂する森林地帯となっている。なお、この川には何種類もの淡水魚が生息している。

## 流域の施設
オールドマン川の川沿いには、いくつかのアルバータ州立のレクリエーション施設が存在する

。
また、クロウスネスト川（Crowsnest River）流域とキャッスル川（Castle River）流域と、これらの川より上流のオールドマン川の流域とを集水域とするダムが存在する。このダムは1990年にアルバータ州政府によって計画された。このダムの建設に際して、いくつかの共同墓地が水没するため計画変更を求める声もあったものの

、結局そのまま建設されたという経緯がある。